# Václav Drbola
Václav Drbola (16. října 1912 Starovičky – 3. srpna 1951 Jihlava) byl kněz brněnské diecéze, jež působil jako administrátor farnosti Babice v okrese Třebíč a jedním z nezákonně odsouzených v tzv. babických procesech.

## Životopis
Václav Drbola se narodil ve Starovičkách 16. října 1912. Po absolvování obecné školy vystudoval reálné gymnázium v Hustopečích a v roce 1933 vstoupil do brněnského alumnátu (semináře). Vystudoval teologii a roku 1938 byl vysvěcen na kněze. V kněžské službě působil nejdříve ve Slavkově u Brna, poté v Čučicích a od roku 1943 jako kaplan v Bučovicích. V tomto městě pracoval aktivně s mládeží v organizaci Orel a Spolku katolických tovaryšů (až do zákazu činnosti obou spolků). Do Babic byl přeložen, protože byl zdejší farář Arnošt Poláček ve vyšetřovací vazbě.

## Případ P. Drboly
V květnu 1951 byl kontaktován Ladislavem Malým vydávajícím se za agenta CIC, který má na jihozápadní Moravě připravit a vést protikomunistický odboj. Dodnes není zjištěno, kým opravdu Ladislav Malý byl, zda spolupracovníkem StB nebo dobrodruhem a opilcem, který byl nevědomě řízen StB, přičemž některé akce podnikal na „vlastní pěst“. Ladislav Malý si získal Drbolovu důvěru nepravdivou informací o převozu pražského arcibiskupa Josefa Berana do zahraničí i o jeho údajné prosbě sehnat spolehlivého zpovědníka. Brzy poté byl Václav Drbola zatčen, stalo se tak ráno 17. června 1951. Vraždu v Babicích, která byl spáchána 2. července 1951, komunistický režim zneužil k tomu, aby osoby mající vědomí o Ladislavu Malém, byly souzeny jako spolupachatelé vraždy. V případu „Babice“ totiž nešlo o vyšetření kriminálního činu, nýbrž o jeho politické zneužití. K výpovědi: „Dodávám, že jsem si plně vědom své odpovědnosti za zločiny provedené teroristy v Babicích“, byl Václav Drbola donucen po mučení (např. dostal svorky na prsty, které se utahovaly tak dlouho, až nateklé prsty praskly; Ludvík Stehlík, jeho farník, který se dostal ve spojení s případem Babice také do vězení, vzpomíná: „Hned ve vedlejší místnosti vyslýchali pana faráře Drbolu a on strašně řval: Nešlapejte po mně.“

## Rozsudek

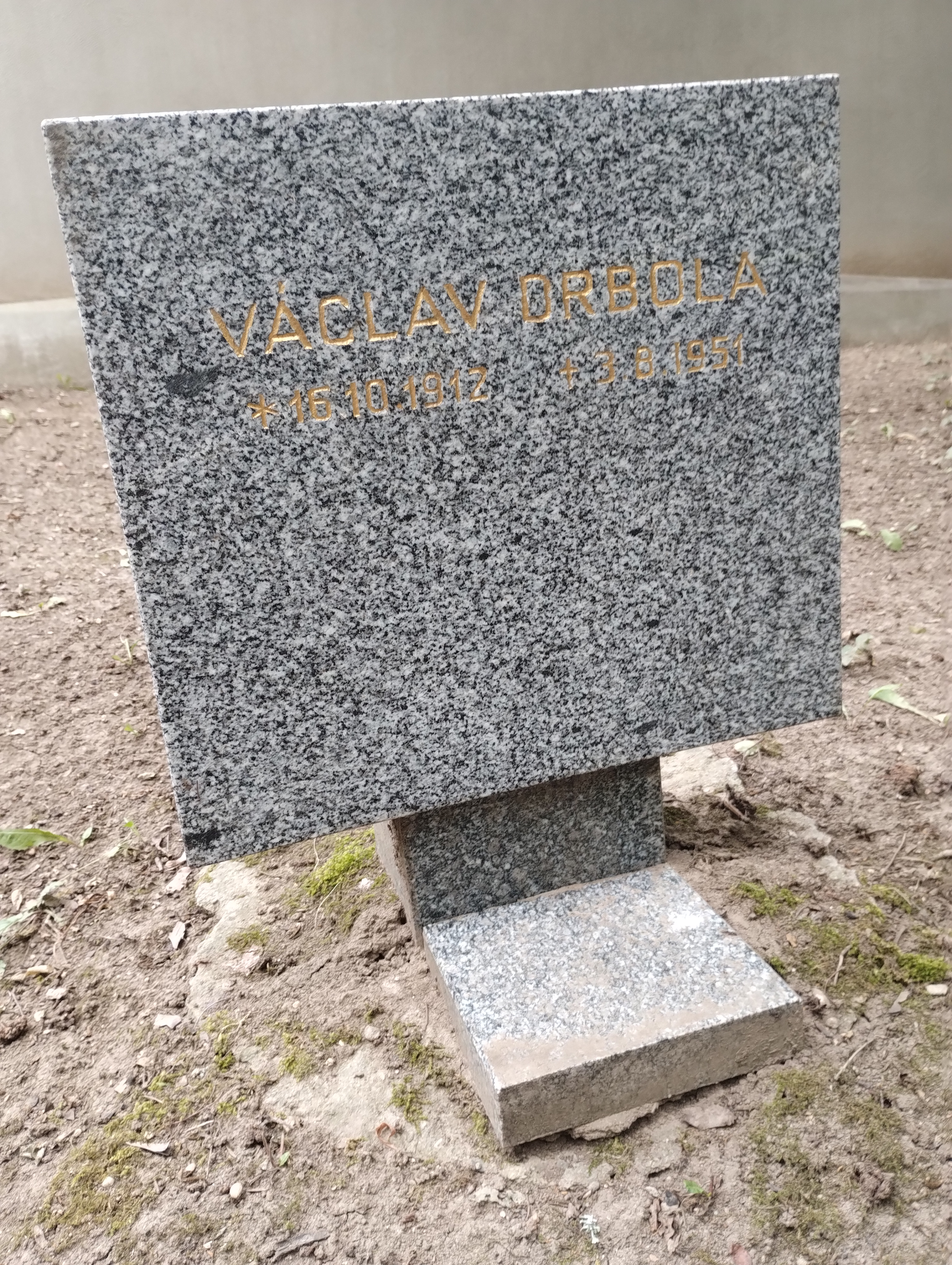
Symbolický náhrobek V. Drboly na Čestném pohřebišti v Ďáblicích

Státní soud Brno odsoudil Václava Drbolu v Jihlavě k trestu smrti oběšením (absurdita rozsudku je zřejmá již z toho, že o „babické vraždě“, uskutečněné dva týdny po svém zatčení, se mohl dozvědět až ve vězení). Rozsudek byl vykonán na dvoře krajské věznice v Jihlavě. Proces byl provázen rozsáhlou propagandistickou kampaní. Kupříkladu novinářka Ludmila Cekotová uveřejnila v novinách záhy článek nazvaný „Babický farář Drbola“, kde Drbolu vykreslila jako bezcharakterního primitiva, článek se nezakládal na pravdě.
Urna s ostatky Václava Drboly byla pochována v Brně. V roce 1968 bylo umožněno její přesunutí do Staroviček. Na Čestném pohřebišti v Ďáblickém hřbitově se nachází symbolický Drbolův hrob. Tamní symbolické náhrobky odkazují na zemřelé politické vězně bez ohledu na jejich skutečné místo pohřbení.

## Po roce 1989
V letech 1990–1997 byl Václav Drbola soudně rehabilitován. K roku 2024 stále probíhá jeho kanonizační proces.
- V Babicích na Třebíčsku odhalili začátkem srpna 2013 bustu místního kněze Václava Drboly. Odhalení busty bylo součástí Dne smíření, který připravila římskokatolická církev. V obci byl zatím jen pomník, který připomíná zastřelené funkcionáře místního národního výboru. Bronzová busta od sochaře Stanislava Františka Müllera je umístěna na kamenném podstavci před farou.[7][8]
- V roce 2019 Ústav pro studium totalitních režimů nechal na faru v Babicích umístit pamětní desku se jménem Václava Drboly. Tabulka je součástí projektu Poslední adresa.[9][10][11]

Další pomníky a pamětní desky:
- Pamětní deska Václavu Drbolovi na budově katolického domu v Bučovicích[12]
- Pamětní deska Václavu Drbolovi na budově fary v Bučovicích[13]
- Pamětní deska Václavu Drbolovi ve Starovičkách u pomníku obětem 1. světové války vedle kostela[14][15]

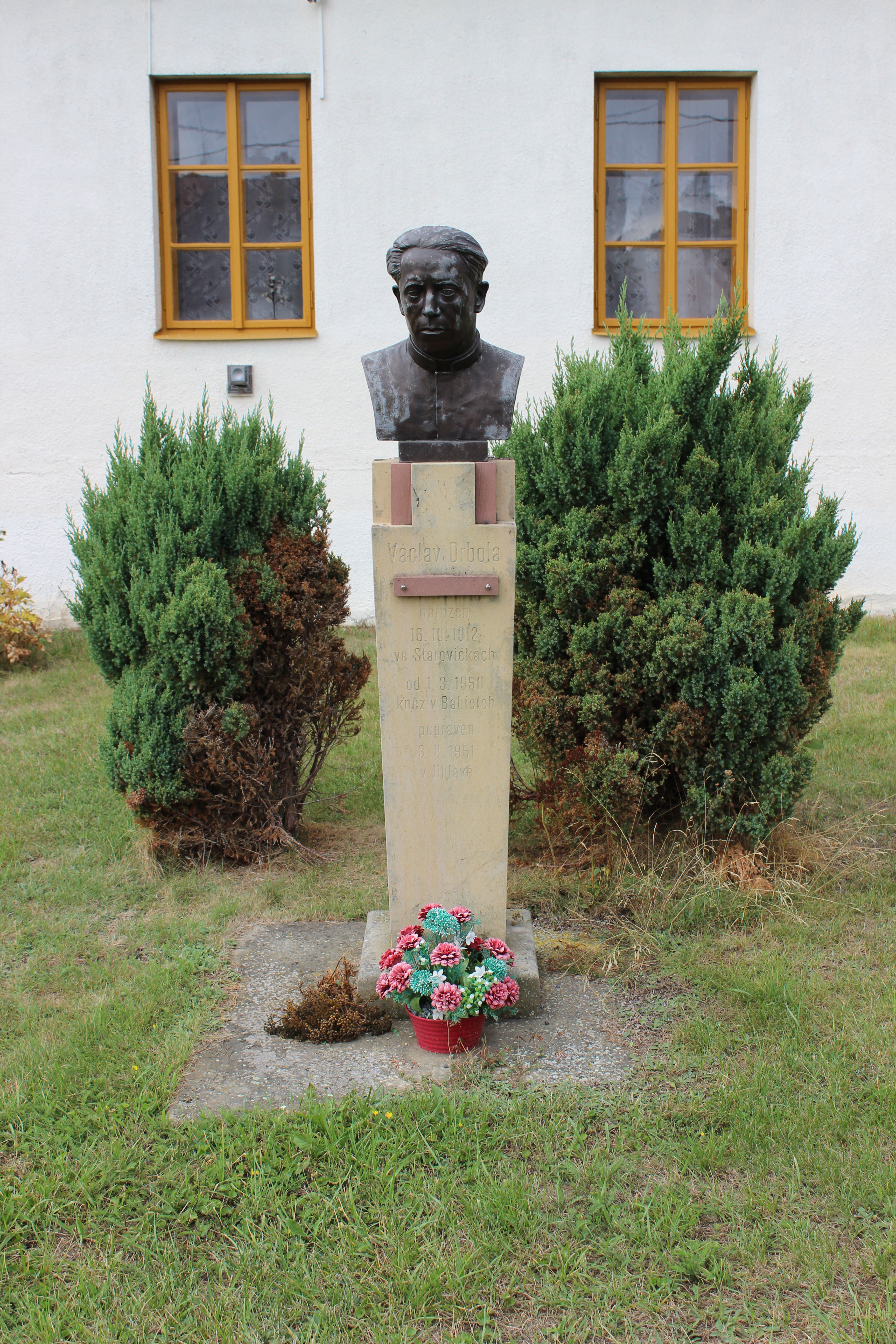
Pomník s bustou Václava Drboly ve Starovičkách
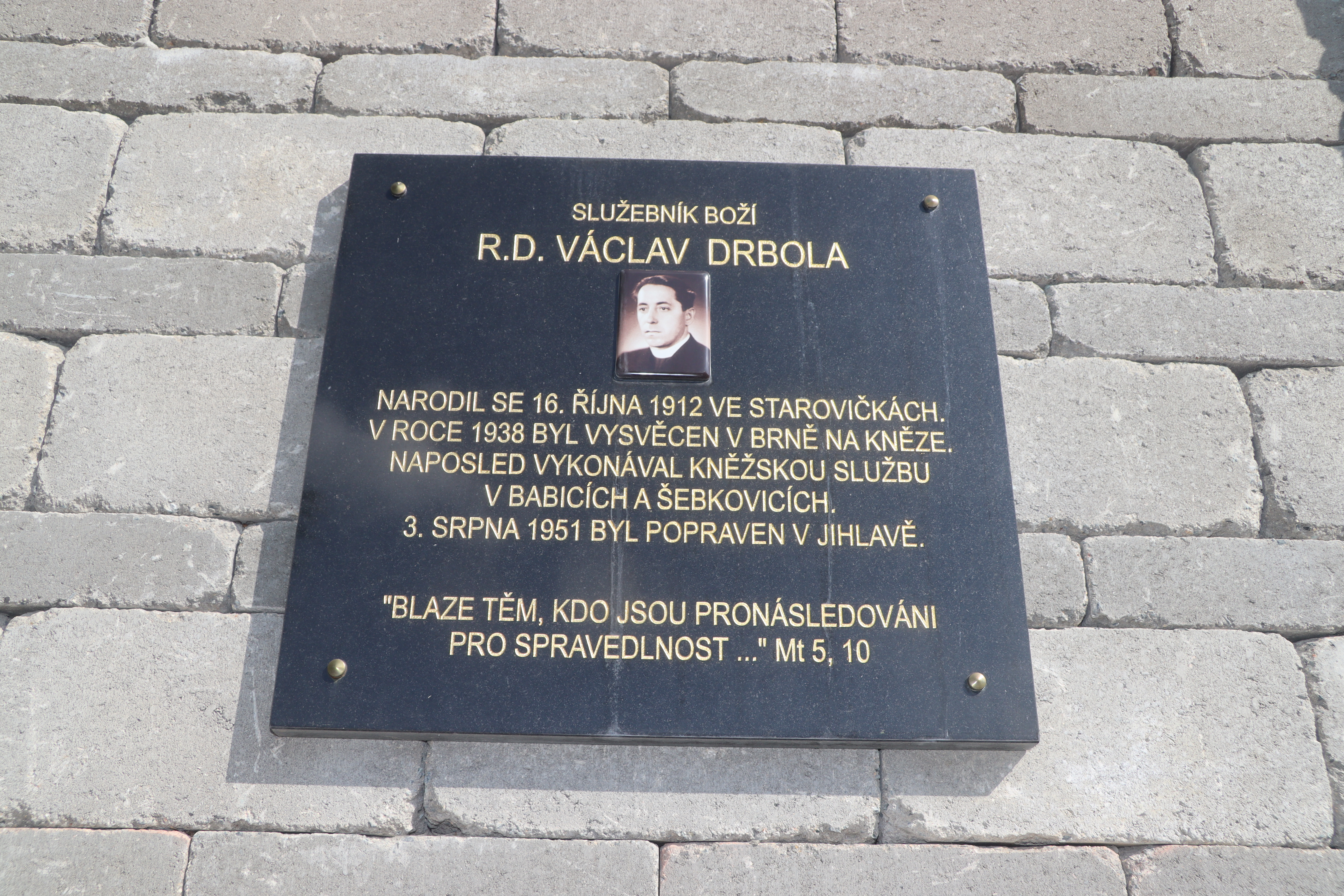
Pamětní deska na hřbitovní zdi v Šebkovicích
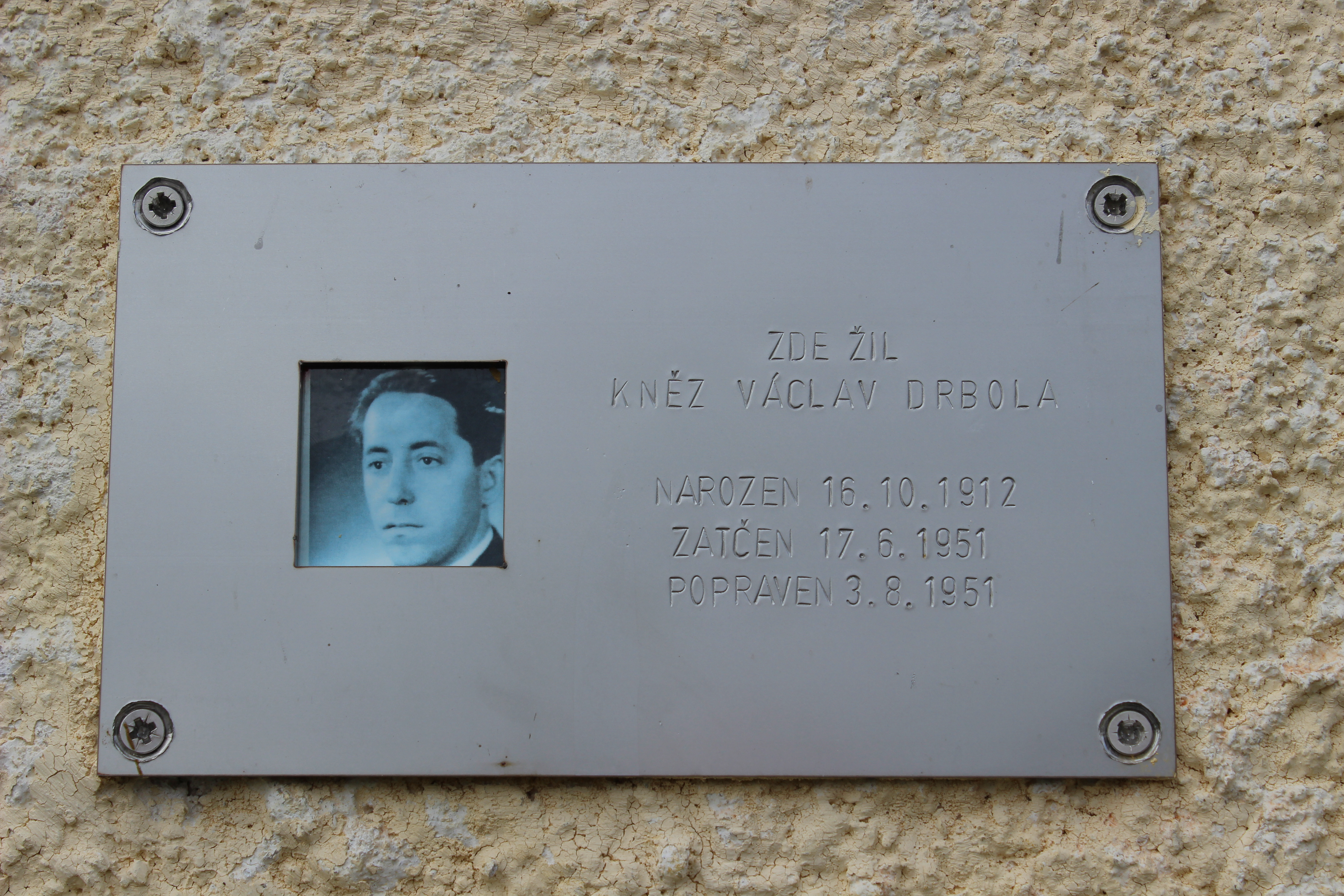
Pamětní deska na faře v Babicích

- Památník 11 popraveným obětem komunistické justice v 50. letech byl odhalen v roce 1993 před budovou tehdejšího krajského soudu (dnes Vysoké školy polytechnické) v Jihlavě[18]
- Stálá expozice o životě P. Václava Drboly v předsíni kostela Nanebevzetí Panny Marie v Bučovicích[19]  - Pomník s bustou Václava Drboly v Babicích
  - Pamětní deska Václava Drboly na hřbitově v Šebkovicích
  - Pamětní deska na faře v Babicích

## Proces blahořečení
V září 2011 byla zahájena diecézní fáze beatifikačního řízení (společné pro Václava Drbolu a Jana Bulu). V lednu 2015 došlo k zapečetění obálek k odeslání do Vatikánu. Dalším krokem procesu blahořečení Jana Buly a Václava Drboly bylo ukončení procesní části v rámci biskupství brněnského a posléze došlo ke slavnostnímu zapečetění všech materiálu na slavnostní mši, materiály budou převezeny do Vatikánu. Od února probíhá proces beatifikace, kdy byla spuštěna sbírka právě pro urychlení procesu blahoslavení daných kněžích, teologové a další odborníci budou zkoumat údaje a události za 11 let práce kněžích v diecézi. Poslední instancí bude tzv. kolegium kardinálů, celý proces by měl trvat přibližně pět let.
V červenci 2017 skončila tzv. vatikánská část řízení, Kongregace pro blahořečení a svatořečení rozhodla, že biskupství materiály připravilo správně a pověst o mučednické smrti existuje. Nyní se připravuje tzv. Positio (spis o pro další komise), dle kterého pak rozhodne Vatikán o blahořečení a případném svatořečení. Na urychlení prací se pořádají sbírky ve farnostech, kde Drbola působil.